# Делден
Делден (нід. Delden) — місто в нідерландській провінції Оверейсел. Входить до муніципалітету Гоф-ван-Твенте.
Його площа становить 3,60 км², а населення станом на 2021 рік складало 7 175 осіб.
Перша згадка про населений пункт датується 996 роком.
До 2001 року мало статус окремого муніципалітету.

## Галерея

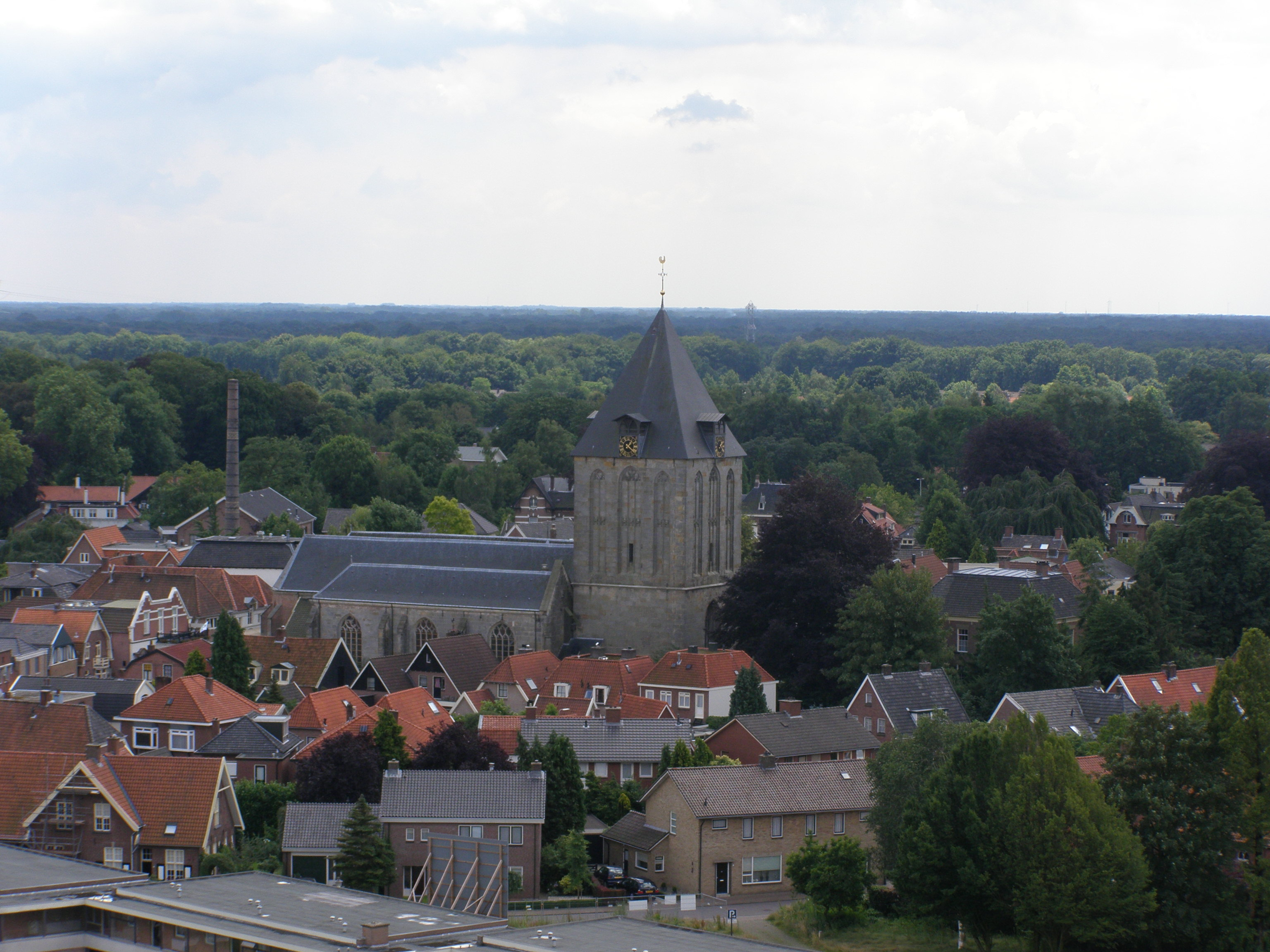
Вид на місто з водонапірної башти
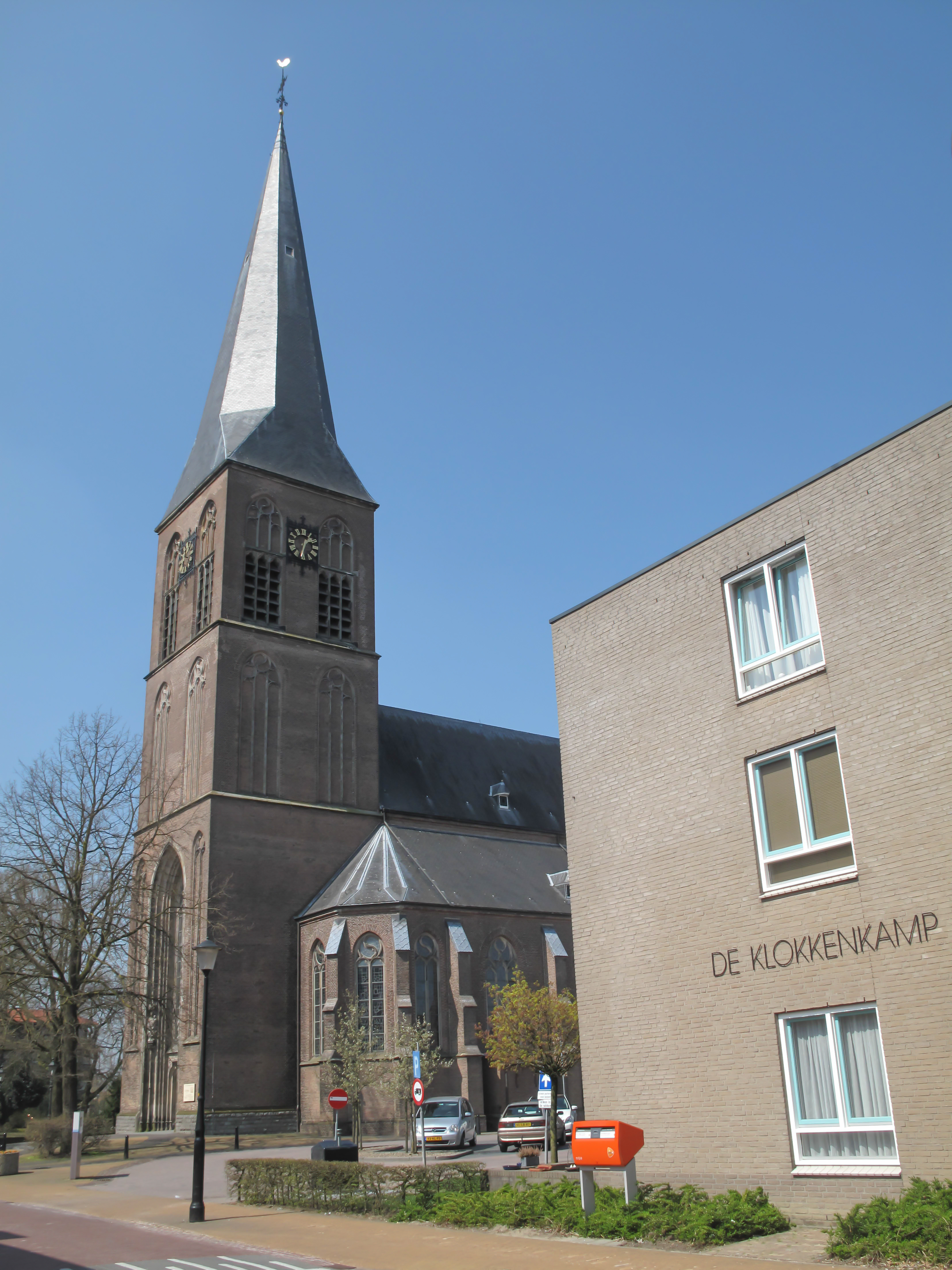
Церква у місті
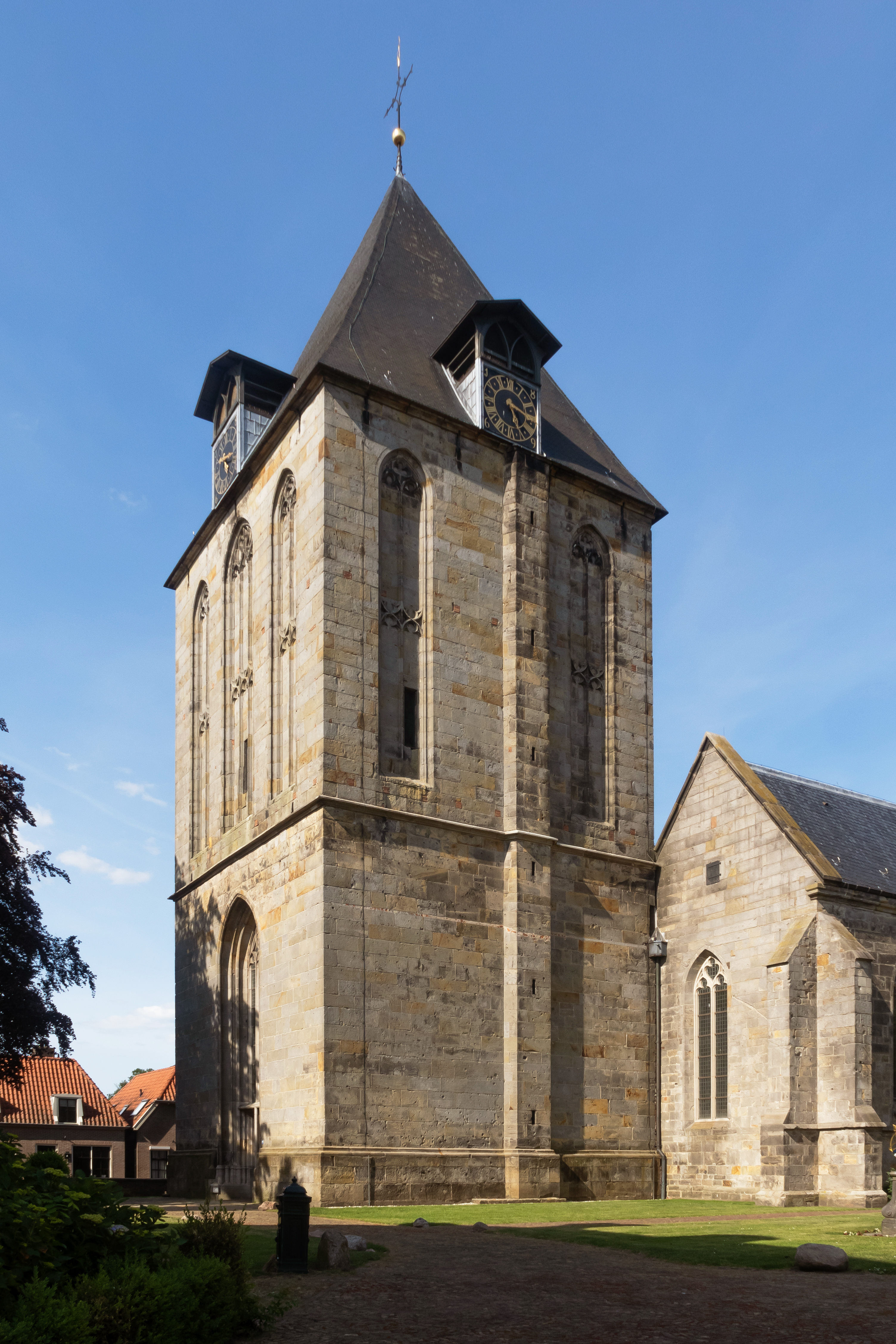
Церква у місті
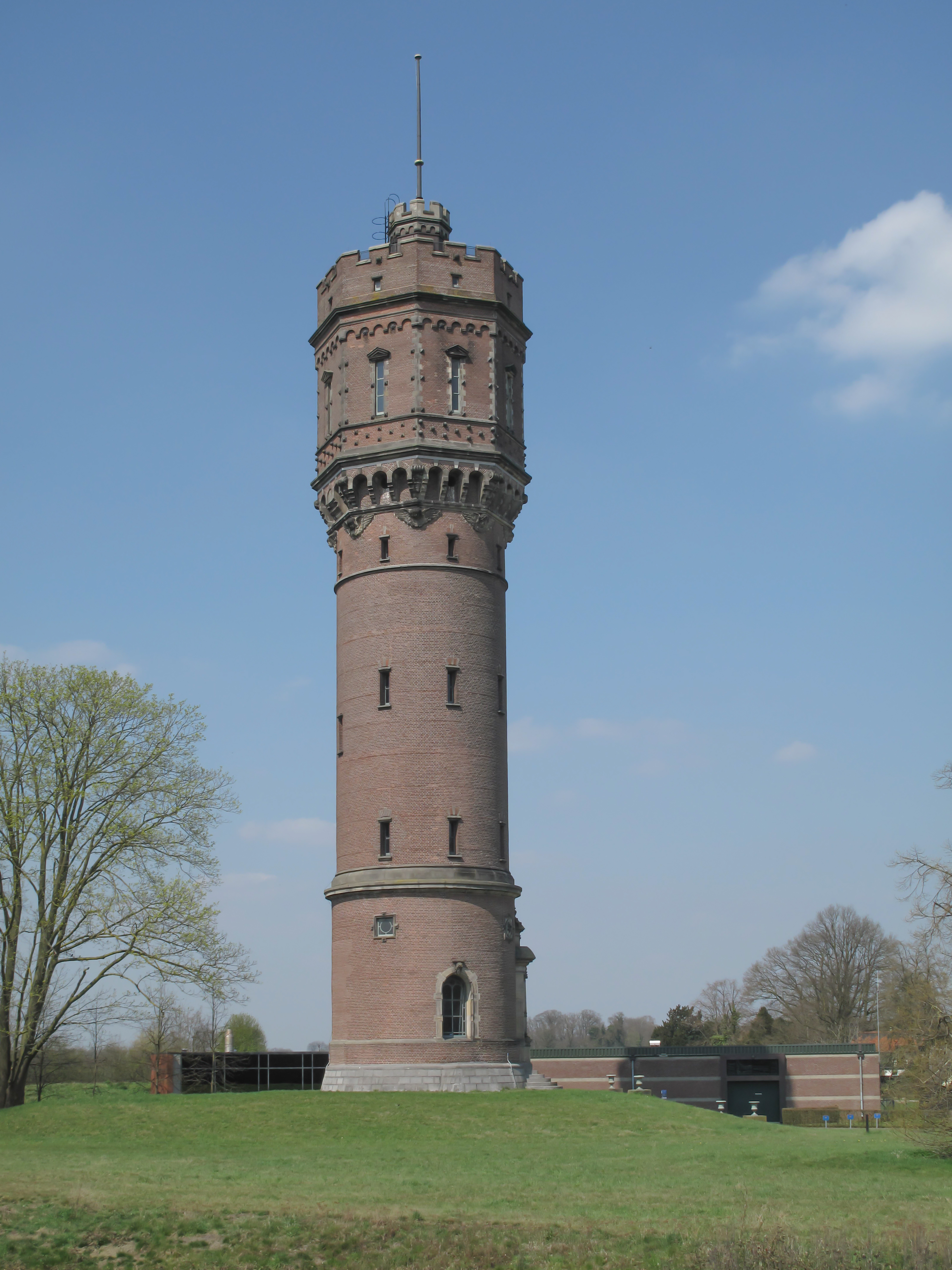
Водонапірна башта
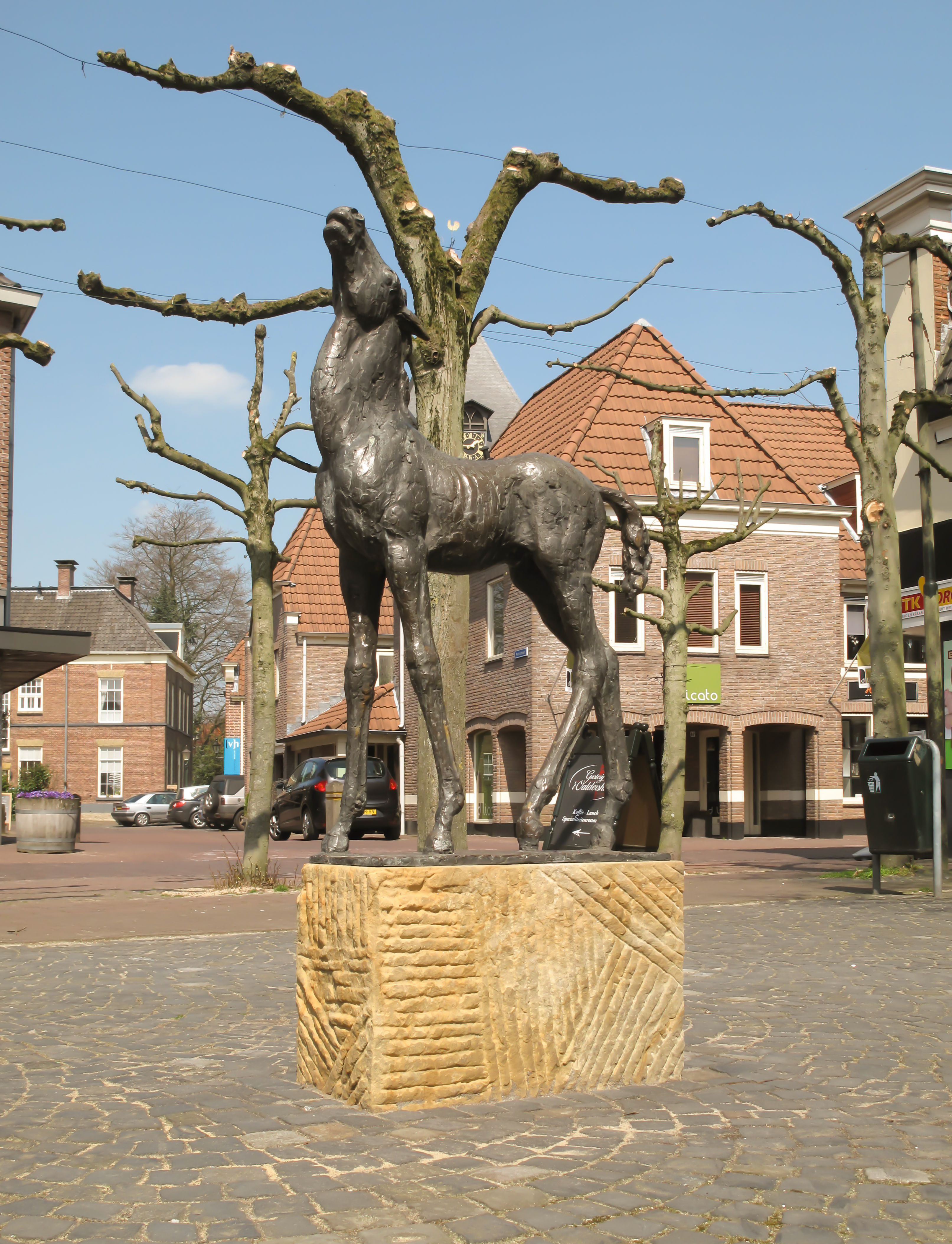
Скульптура